# 막심 수하노프

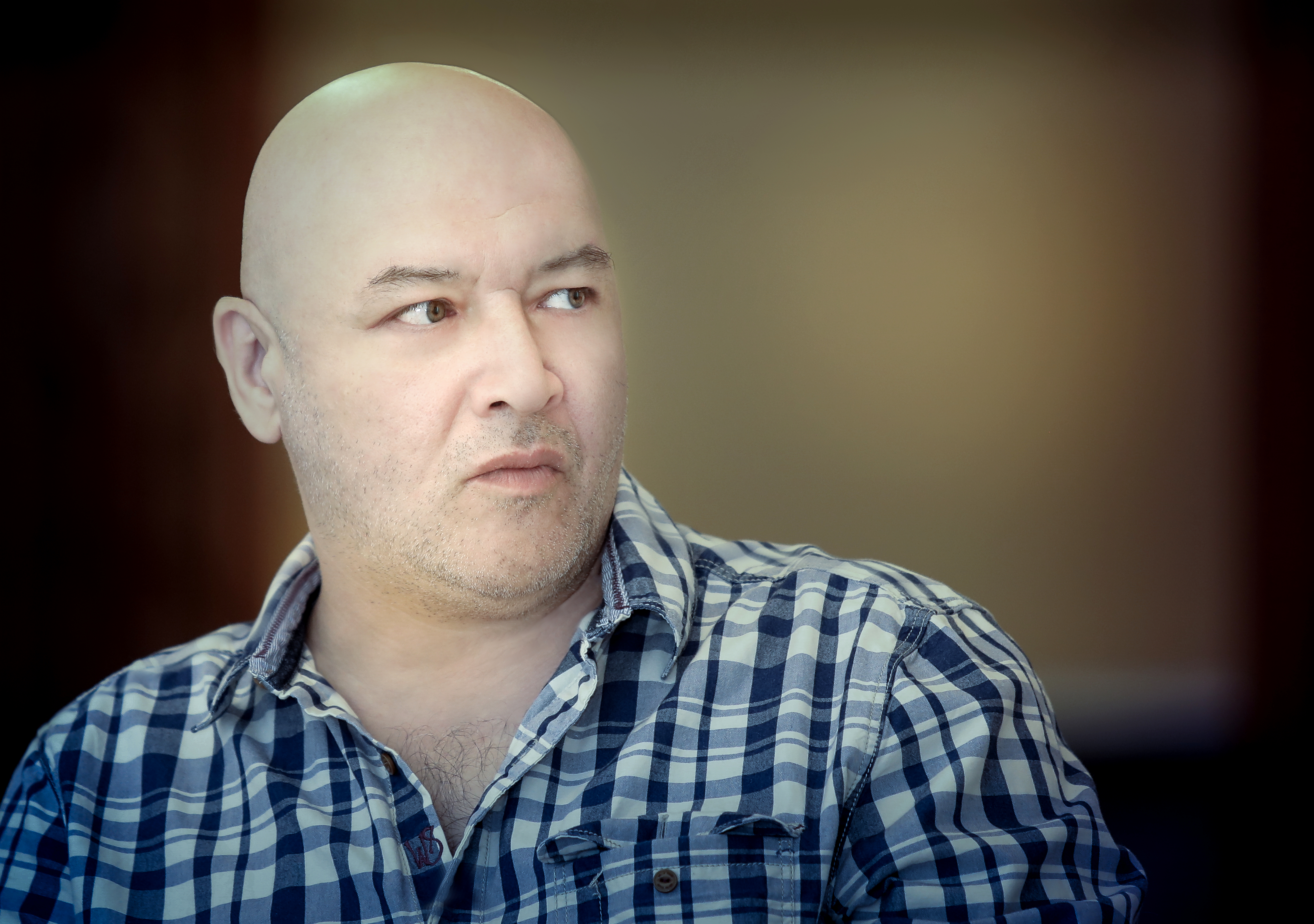

막심 수하노프(Maksim Sukhanov, 1963년 11월 10일 ~ )는 소련의 배우, 작곡가, 제작자이다.
모스크바에서 태어났다.

## 영화
- 원 브레스 (2020년) - 바딤 바티아로프 역
- 징기스칸2014 (2012년)
- 타게트 (2011년)
- 위선의 태양 2 (2010년)
- 인해비티드 아일랜드 2: 최후의 전투 (2009년)
- 레볼루션 아일랜드 (2008년) - 파파 역